# 雌狐 (網路動畫影集)
《雌狐》是根據美國DC漫畫《雌狐》改編的2015年網路動畫劇，本作執行製作人是 格雷格·貝蘭蒂、馬克·古根海姆和安德魯·克雷斯伯格。2015年8月25日首播於 CW線上平台及CW種子頻道。由DC漫畫人物「雌狐」瑪莉·麥凱比打擊罪犯的超級英雄，藉由圖騰模仿動物的超能力。該劇集建立於綠箭宇宙內，與《綠箭俠》、《閃電俠》和《明日傳奇》共享同一虛構世界。 本劇共兩季。

## 劇情

### 第一季（2015）
第一季六集：在父母死於非洲家鄉贊比希的腐敗軍閥後，瑪莉·麥凱比繼承了家傳的密宗圖騰，賦予她動物王國的超能力，使用圖騰的力量她化身為名為雌狐的英雄，並阻止那些威脅到家鄉底特律的反派。

### 第二季（2016）
第二季六集：返回底特律後的幾個月，瑪麗參加了Macalester的演講關於贊比西的五個圖騰，這給他們的佩戴者以力量的力量-空氣，泥土，水，火和精神。他透露火圖騰已經被發現了，而她的圖騰也是贊比西丟失的圖騰之一，精神圖騰。 瑪莉接到了震波的電話，幫助Flash和Firestorm（Jefferson Jackson和Martin Stein）擊敗Mark Mardon（天氣巫師）。瑪麗與“天氣巫師”的戰鬥後住院，並得知底特律博物館有火圖騰和其他寶石被盜。在搜尋執行搶劫案的人之後，她最終得知Benatu Eshu偷走了火圖騰，從贊比西出發索要火圖騰。當她面對他時，Eshu聲稱認識了瑪莉的生母。兩次戰鬥，但是對於Mari來說Eshu太強大了。 麥卡萊斯特（Macalester）尋找一種方法來阻止火圖騰，他建議他們找庫薩（Kuasa）。 Kuasa在一家非洲醫院，告訴他們Eshu是一名將軍，突襲了他們的村莊，尋找Kuasa和Mari的母親以及圖騰。她認為，為了擊敗Eshu，他們必須找到水圖騰，並將其指向星城。一旦找到水圖騰，Kuasa就會拿起水圖騰。 並請求Dinah Laurel Lance（Black Canary）和Ray Palmer（The Atom）的幫助，費利西蒂·斯莫克（Felicity Smoak）告知英雄，埃舒（Eshu）正在底特律肆虐，這使馬里（Mari）不情願地請Kuasa幫助他們擊敗Eshu。英雄們前往底特律與埃舒（Eshu）對峙，麥卡萊斯特稱埃里為瑪麗（Mari），並告訴她每個圖騰都有一個核心，一旦被破壞，將導致圖騰失去力量。英雄們很快被壓倒了，儘管Eshu使用了水圖騰，但Eshu殺死了庫薩，使Mari成為唯一的倖存者。 Mari能夠在水下制服並削弱他，並拿下火圖騰。麥卡萊斯特來告訴她，為了割斷Eshu與圖騰的聯繫，它需要被實力強大的人粉碎。馬里從動物界召喚出許多靈魂，並能夠摧毀火圖騰。最後，她與綠箭俠，閃電俠，黑金絲雀和原子俠一起打擊犯罪。

## 配音人員
| 角色                    | 配音員                                  | 簡介 |
| 「雌狐」瑪莉·麥凱比     | 梅格琳·艾琪昆沃克 金伯利·布魯克斯(幼年) | 瑪莉出生非洲贊比希河附近的一個小村莊，父母雙亡成為孤兒後，被領養至美國，成長於底特律，繼承了祖傳的神秘密宗圖騰，賦予她動物王國的超能力。 |
| 查克                    | 尼爾·弗林                               | 瑪麗的養父。 |
| 麥卡萊斯特教授          | 肖恩·帕特里克·托馬斯                    | 與庫阿薩合作以換取研究經費的大學教授。                                                                                                   |
| 庫阿薩                  | 阿妮卡·諾妮·羅絲(配音)                  | 瑪麗的姐姐，試圖搶奪瑪莉的圖騰。 |
| 希斯科·拉蒙             | 卡洛斯·巴爾德斯                         | 中央市超級英雄，星辰實驗室機械工程師，協助閃電俠。                                                                                       |
| 「閃電俠」貝瑞艾倫      | 葛蘭特·葛斯汀                           | 中央市超級英雄，擁有超級速度。 |
| 「綠箭俠」奧利佛·奎恩   | 史蒂芬·艾梅爾                           | 星城超級英雄，擁有高超弓箭技術。 |
| 費莉西蒂·史莫克         | 艾米莉·貝特·理查茲                      | 奧利弗的夥伴。 |
| 貝納圖·埃舒             | 海金·凱·卡辛                            | 摧毀瑪莉故鄉的當地軍閥將軍，不擇手段的搶奪所有圖騰。                                                                                     |
| 「黑金絲雀」蘿蕾爾·蘭斯 | 凱蒂·卡西迪                             | 星城超級英雄。 |
| 「原子俠」雷·帕默       | 布蘭登·勞斯                             | 擁有將自身放大縮小的能力。 |
| 佩蒂                    | 卡里·沃勒                               | 瑪莉已故的養母。 |
| 「火風暴」傑弗森·傑克森 | 弗朗茲·德拉梅                           | 與馬丁·斯坦因融合成為火風暴。 |
| 「火風暴」馬丁·斯坦因   | 維克多·賈博                             | 一位核物理學家，與傑弗森·傑克森融合成為火風暴。                                                                                          |
| 無名女子                | 圖克斯·奧立岡多                         | 瑪莉的親生母親 。 |

## 綠箭宇宙
古根海姆（Guggenheim）表示，如果該系列取得成功，就可能有一個以角色為中心的真人系列。Echikunwoke在《綠箭俠》第四季劇集“ Taken”中飾演Mari協助綠箭小隊營救了被綁架的兒子。在雌狐出現在《Arrow》上之後，佩多維茲再次重申，該角色有可能跳出自己的真人秀系列，或者有可能加入《明日傳奇》中。最初打算讓Echikunwoke再次擔任《明日傳奇》第二季的角色，但由於先前的承諾，她無法做到這一點。
最終麥茜·理查森-塞勒斯（Maisie Richardson-Sellers）飾演了麥卡布（McCabe）的祖母阿瑪亞·吉威（Amaya Jiwe），同時她也是雌狐出現於《明日傳奇》第二季。Kuasa由泰蕾西·伊芙艾策爾真人演出出現於《明日傳奇》第三季中。本季最終改變了雌狐的未來，使贊比西從未遭到破壞，Mari和Kuasa一起分享了雌狐的稱號及圖騰。

## 製作過程
2015年1月， CW電視台宣布以馬克·古根海姆的雌狐為中心的六集動畫網路系列將於2015年底在CW 種子頻道上首次亮相，並將在綠箭宇宙中與綠箭俠和閃電俠一起出現。該系列被描述為“起源故事”，設置在密西根州底特律並且以“著名”為特色，其中包括Arrow和The Flash的角色。《 綠箭俠》的作者Keto Shimizu和Brian Ford Sullivan也是雌狐的作家。 在將雌狐加入到已建立的宇宙中時，古根海姆說：“雌狐的性格如此出色。 首先，她代表魔術，這是我們到目前為止尚未在兩場演出中探討的一個領域。 我們一直在說的一件事是， ' Flash與Arrow截然不同， Arrow與Flash截然不同。如果說Arrow是犯罪， 而閃電是科學，那麼雌狐有很大的魔力。古根海姆還談到了該系列為什麼起源於動畫，他說：“我們可以在動畫中做的一件事就是以一種我們不能在兩個節目中的任何一個都可以做到的方式來推動發展。 因此具有更大的生產價值。我們正在利用動畫形式”  
在2015 年聖地亞哥國際動漫展 上，該系列電影將於2015年8月25日首次亮相， 每週都有新劇集亮相。 2015年7月，古根海姆（Guggenheim）透露該系列劇發生在《 Arrow》的第S03E15和S03E16集附近，他說：“我們在寫《雌狐》時正在拍攝[第]集《Arrow》的S03E14，因此我們將其與連續性聯繫在一起，而不是與它何時最終結合在一起之所以要出版，是因為這需要我們對未來進行非常非常遠的預測，但是我們只是在編寫時就遵循了時間表。 我們當然知道，那時奧利弗將前往刺客聯盟並因此改變他的服裝，因此就在那之前發生。 ”《綠箭俠》和《閃電俠》的作曲家布萊克·尼利和納撒尼爾·布魯姆一起為雌狐創作了音樂。  2016年1月，CW總裁Mark Pedowitz宣布，CW將Vixen更新為第二季，共六集，內容總時長約半小時。 佩多維茲還表示，他很遺憾沒有在CW節目中播放半小時的特別節目，這是他希望與第二季合作的結果。 在2017年1月，就將雌狐第三個賽季續期而言，佩多維茲說：“我們還沒有進行過討論，但是基於第二個賽季的成功，我沒有理由不這樣做。” 整個系列由在CW其廣播亮相2017年8月30，

## 播出

### 評價

梅嘉琳Echikunwoke作為箭頭潑婦。

IGN的傑西·謝丁（Jesse Schedeen）給該系列評分為7.3 / 10，稱讚了動作序列，動畫和音調，稱該系列“在Flash /箭頭詩歌中找到了自己的位置”。 Schedeen批評了一些演員的短時間表演和配音，尤其是那些從真人秀中脫身的演員。他說：“ 斯蒂芬·阿梅爾（ Stephen Amell ）的奧利（Ollie）， 格蘭特·古斯汀（ Grant Gustin ）的巴里（Barry）和卡洛斯·瓦爾德斯（ Carlos Valdes ） 有點僵硬，甚至有些遲鈍。實時行動中沒有的思科。 每當角色之間互相開玩笑時，這一點尤其明顯。 ” AV俱樂部的 Oliver Sava將該系列評為“ B +”等級。 

### 家庭媒體
2017年2月，華納兄弟宣布將發行《雌狐：電影》 （ Vixen：The Movie） ，並於2017年5月8日以數字下載的形式發布，並於2017年5月23日以Blu-ray和DVD的形式發布。 該版本將前兩個季節合併為一個故事，並提供15分鐘前所未有的內容。 發行中的附加功能包括正義聯盟無限劇集“獵人的月亮”和“怨恨比賽”以及一個新功能。